# Шетландський поні
Шетландський поні — один з найменших представників поні, що сформувався на Шетландських островах на півночі нинішньої Шотландії. Але якщо взяти до уваги співвідношення його розмірів і сили, то здається, що це одна з найсильніших порід. У розмірах вони бувають від мінімально зафіксованого розміру 71 см до офіційно допустимого максимуму — 11 долонь (107 см).
Люди з давніх часів цінували їх невибагливість і працездатність: тварина була одомашнена більше 2 500 років тому.
Ця порода відрізняється від інших своїми сильними і короткими ногами, трохи вигнутою спиною і відвисаючим животом. У них дуже елегантна маленька голова і дуже густа грива. Хвіст і грива у поні густий і довгий; але це більш виражено у самок, ніж самців. Зазвичай народжується одне дитинча. Дитинчата народжуються з плямами.
Тривалість життя Шетландських поні — до 30 років. У неволі вони використовуються майже виключно як вантажні і дитячі їздові коні. Вони можуть везти вантаж важче, ніж той, що під силу звичайним коням.
Характер у Шетландських поні, як правило, тихий і спокійний. Ця порода поні вважається дуже розумною.